# Université de Technologie d'Azerbaïdjan
L'Université de Technologie d'Azerbaïdjan est une université publique située à Gandja, en Azerbaïdjan.

## Histoire
L'Université de Technologie d'Azerbaïdjan a été fondée en 1980. Le recteur de l'université est Yachar Omarov. 1500 étudiants étudient à l'université. En même temps, il y a plus de 250 enseignants dans cet établissement d'enseignement.

## Facultés
- Normalisation et machines technologiques
- Technologie alimentaire et tourisme
- Economie et Gestion
- Technologie et expertise des biens de consommation[3]